# Paradoxecia gravis
Paradoxecia gravis is een vlinder uit de familie van de wespvlinders (Sesiidae), onderfamilie Tinthiinae.
Paradoxecia gravis is voor het eerst wetenschappelijk beschreven door Francis Walker in 1865. De soort komt voor in het Oriëntaals gebieden het  Palearctisch gebied.